# Кумсков, Виктор Александрович
Виктор Александрович Кумсков (16 апреля 1921, Дуплятский, Царицынская губерния — 28 ноября 2001, Монино, Московская область) — генерал-майор авиации Советской Армии, участник Великой Отечественной войны, Герой Советского Союза (1946), кандидат военных наук, профессор.

## Биография
Виктор Александрович Кумсков родился 16 апреля 1921 года на хуторе Дуплятский (Дуплятка) (ныне — Новониколаевский район Волгоградской области) в семье донского казака. Отец — Александр Алексеевич Кумсков. Мать — Дарья Ивановна Кумскова. Окончил рабфак и аэроклуб в Борисоглебске. В 1940 году Кумсков был призван на службу в Рабоче-крестьянскую Красную Армию. В 1942 году он окончил Балашовскую военную авиационную школу пилотов. С июля 1943 года — на фронтах Великой Отечественной войны.
К концу сентября 1944 года гвардии старший лейтенант Виктор Александрович Кумсков командовал звеном Ил-2 90-го гвардейского штурмового авиаполка 4-й гвардейской штурмовой авиадивизии 5-й воздушной армии 2-го Украинского фронта. К тому времени он совершил 115 боевых вылетов на штурмовку и бомбардировку скоплений боевой техники и живой силы противника, нанеся тому большие потери.
Указом Президиума Верховного Совета СССР от 15 мая 1946 года за «образцовое выполнение боевых заданий командования по уничтожению живой силы и техники противника и проявленные при этом мужество и героизм» гвардии старший лейтенант Виктор Александрович Кумсков был удостоен высокого звания Героя Советского Союза с вручением ордена Ленина и медали «Золотая Звезда» за номером 9048.
После окончания войны В. А. Кумсков продолжил службу в Советской Армии. В 1951 году окончил Военно-воздушную академию, после чего поступил в очную адъюнктуру в академии. В 1954 году подполковник В. А. Кумсков защитил диссертацию на соискание степени кандидата военных наук. По окончании адъюнктуры занимал должности преподавателя, старшего преподавателя, начальника (1969 по 1981 г.) кафедры тактики истребительно-бомбардировочной и бомбардировочной авиации. Профессор кафедры. В 1981 году в звании генерал-майора В. А. Кумсков был уволен в запас. Продолжал заниматься преподавательской деятельностью на кафедре.
Проживал в городе Монино Московской области. Умер 28 ноября 2001 года, похоронен на Гарнизонном кладбище Монино.

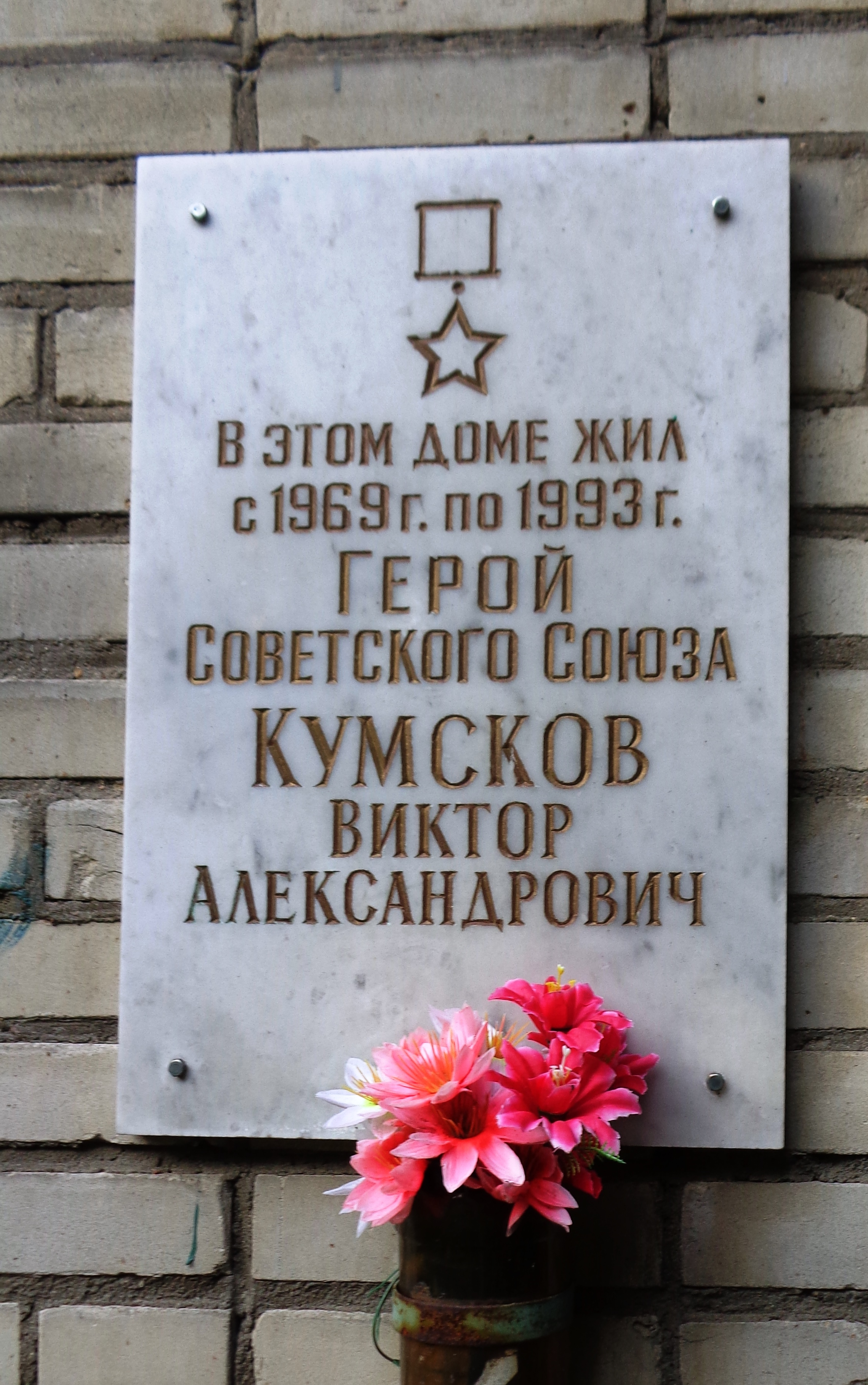
Мемориальная доска на доме в посёлке Монино Московской области, где проживал Герой Советского Союза В. А. Кумсков.

Был также награждён тремя орденами Красного Знамени, орденом Александра Невского, двумя орденами Отечественной войны 1-й степени, орденом Отечественной войны 2-й степени, двумя орденами Красной Звезды, орденом «За службу Родине в Вооружённых Силах СССР» 3-й степени, рядом медалей.

## Сочинения
- Кумсков В. А., Зарецкий В. М. Взаимодействие сухопутных войск с соединениями штурмовой авиации (По опыту Великой Отечественной войны) // Военно-исторический журнал. — 1988. — № 3. — С. 49—54.

## Память
- В поселке Монино Московской области на доме 5 по улице Маслова, где проживал Герой Советского Союза В. А. Кумсков, установлена мемориальная доска.
- На фасаде школы хутора Дуплятский установлена мемориальная доска; школа в нынешнее время носит имя Героя Советского Союза В. А. Кумскова.